# 求是書院
求是书院是中国近代史上最早效法西方学制创办的几所新式高等学校之一，位于浙江省杭州市上城区大学路（原蒲场巷），创建于1897年。该学院的办学宗旨是：“居今日而图治，以培养人才为第一义；居今日而育才，以讲求实学为第一义。”:21914年停办。浙江大学将其校史追溯到1897年成立的求是书院。史地学家、浙江大学教授张其昀于1947年明确将求是书院称为浙江大学的前身。

## 背景
在1890年代，浙江各地响应维新和变法思潮，涌现出一批新式学堂。其中，孙诒让于1896年后在温州陆续设立了瑞安方言馆、永嘉蚕学馆和瑞平化学堂等校，而杭州知府林启于1897年创建的求是书院、养正书塾和杭州蚕学馆更为人所熟知。杭州蚕学馆和永嘉蚕学馆是浙江乃至全国最早的桑蚕实业学堂，而养正书塾、宁波储才学堂和绍兴中西学堂则开启了浙江省新式中等教育的先河。求是书院则是浙江省高等教育的开端，也是浙江大学的前身。在求是书院建立之前，汪康年、陈仲恕等人曾筹建崇实学堂，但因保守势力反对而未能成功。直到1896年，林启由衢州调任杭州知府，在浙江巡抚廖寿丰的支持下，才得以兴办新式学堂。

## 历史
1901年，清政府颁布命令，要求全国书院转型为大、中、小学堂。在省城设立大学堂，在府城设立中学堂，在州县设立小学堂。求是书院随之更名为求是大学堂，并于1902年改称为浙江大学堂。1904年，《奏定学堂章程》规定各省的大学堂转为高等学堂，浙江大学堂因此改名为浙江高等学堂，并采用了大学预科的教育模式。这一制度仿效日本，旨在填补中学与大学之间的教育空缺。
1907年，苏杭甬铁路兴建期间，学校校长吴雷川支持学生参与抵制英国借款的运动。浙江高等学堂学生联合浙江各校成立了浙江学校联合拒款会，并积极在街头宣传国人控股以维护路权的意义。最终，浙江各界认购股票达到2300万元，金额是英国借款的两倍。从1908年开始，学校按照正规大学的要求，分设文科和理科。1909年，学校开始招收女生。
1912年中华民国元年，浙江高等学堂更名为浙江高等学校。因教育总长蔡元培提倡全国分为四个大学区，各区设立大学并附设预科，各省的预科学校不再必要，浙江高等学校因此停止招生。1914年，学校最后一届学生毕业后，正式停止运作。

## 建筑群

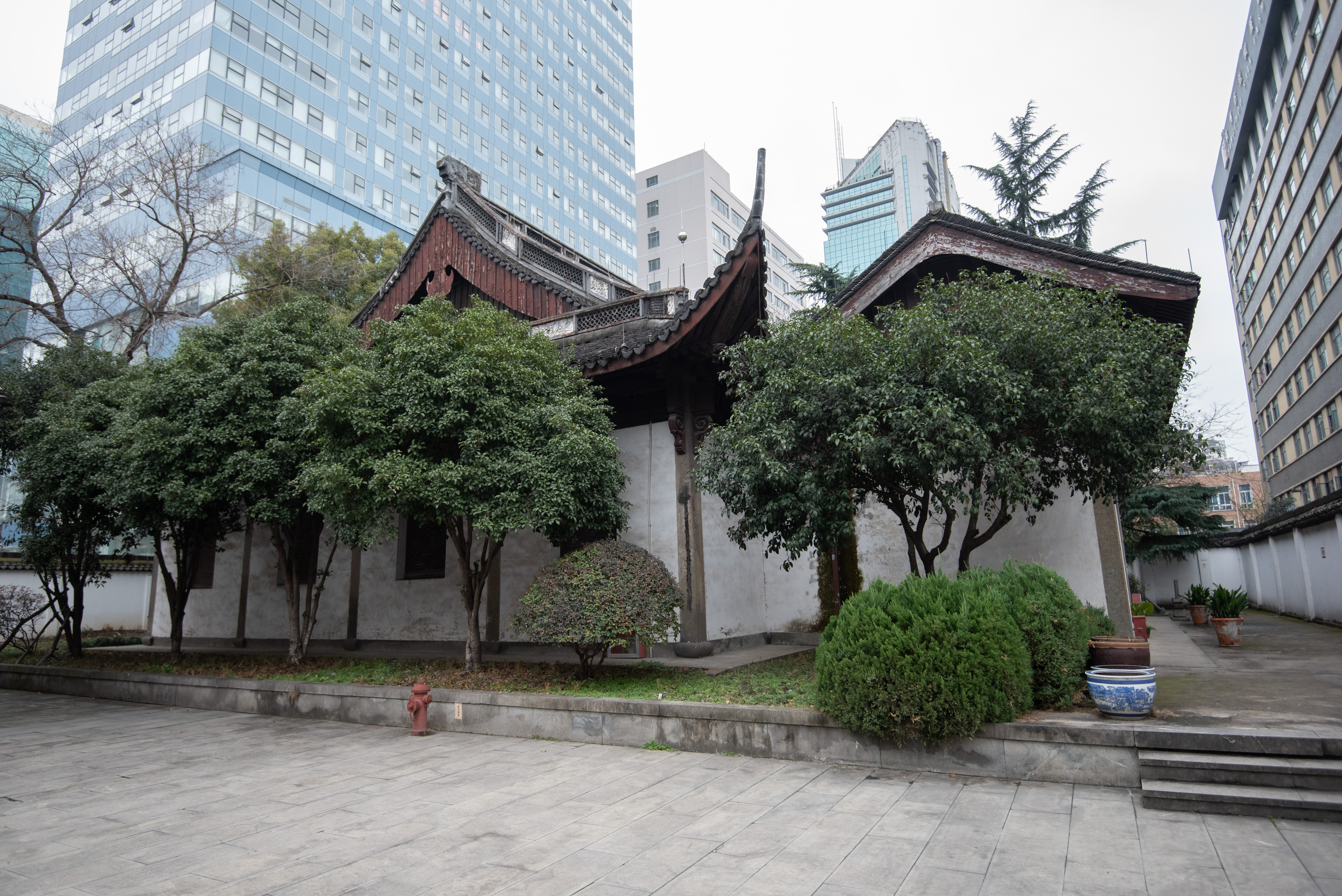
原普慈寺大殿

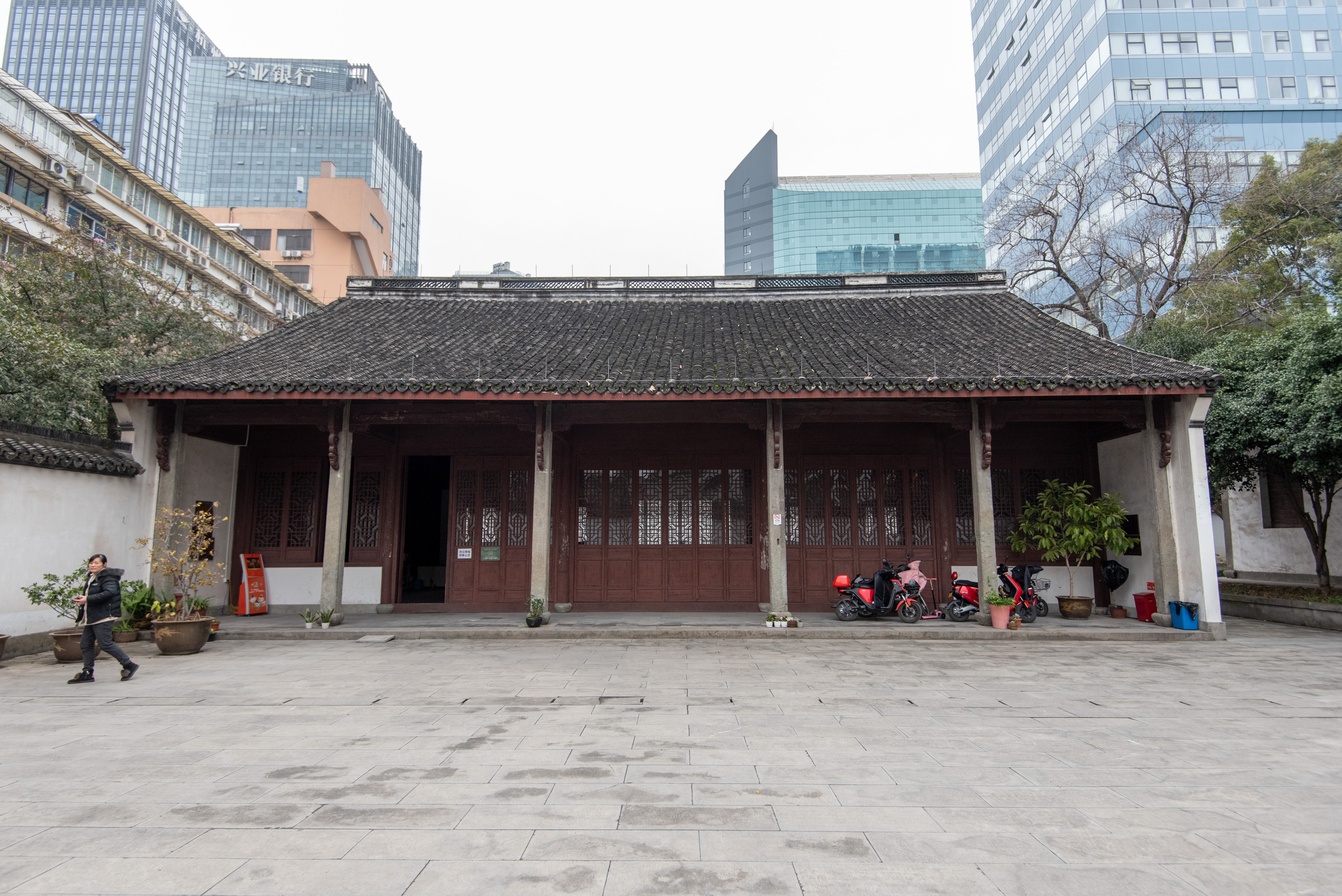
原普慈寺偏殿

普慈寺最初建于南宋绍兴年间，由僧人思净创建。元至正年间由僧人元忠进行重修。然而，明初时寺庙遭到毁坏，后由僧人智珏于嘉靖年间再次修复。1889年和1891年，寺庙再次经由僧人释闻达进行重修，并成为杭州东城最宏大的寺庙之一。但在完全竣工之前，因灾害再次遭到毁坏，从此开始由当地政府管理。1897年，求是书院设立于寺庙内。
1928年，在求是书院的旧址上建立了浙江大学。文理学院位于校园北侧，临大池南接河流，1928年建成的求是桥连接了池河两岸。工学院位于校园南侧，被水环绕，外围建有土城。随着浙江大学的发展，校园面积逐渐扩大。1937年，日军入侵杭州，浙江大学西迁。1946年，学校返回杭州，对校园进行了修复、重建和扩建。1956年，浙大本部迁往玉泉新校区，求是书院旧址归属于浙江省卫生厅使用。
从1956年到2000年期间，该地区作为浙江省中医药学院的校舍使用，后来大部分校区转变为住宅区和商业区。如今，书院旧址仅存普慈寺大殿及偏殿，曾被列为浙江省文物保护单位。2019年，该遗址被列为第八批全国重点文物保护单位。

## 影响
求是书院是中国近代史上最早效仿西方学制的几所新式高等学校之一。初创时受到同城的育英书院的影响，聘请了育英书院的美国教师王令赓担任总教席，统领学院的教学事务。裘德生回忆录中也提到了政府官员经常访问求是书院，并在后来创办他们自己的学校时以求是书院为蓝本的情况，突显了育英书院和求是书院之间的紧密联系。求是书院作为中国自办的第一所普通文理学院，与之前的官办学校有所不同。其教师主要为中国人，西方课程也由中国人教授。学院不仅要求学生学习近代科学文化知识，还强调学习中国传统文化。1898年，求是书院率先派遣优秀学生去日本留学，开启了各省派遣学生到日本游学的先河。
在求是书院关停后，一批求是书院的师生积极筹备大学的建立。1927年，浙江省教育厅长蒋梦麟委派郑晓沧考察求是书院旧址，最终第三中山大学于该地成立。浙大的教师中有不少是求是书院的毕业生，而校长中的一位是求是书院的学生，另一位则是求是书院的教师。1938年，在竺可桢主持的浙江大学校务会议上，确定了“求是”的校训。1947年，浙江大学纪念建校20周年暨求是书院成立50周年，校友们将校史追溯到1897年的求是书院。史地学家、浙江大学教授张其昀明确将求是书院视为浙江大学的前身。1948年，《第二次中国教育年鉴》也将求是书院作为浙江大学的开端进行了介绍。